# 卡洛·卡费埃罗

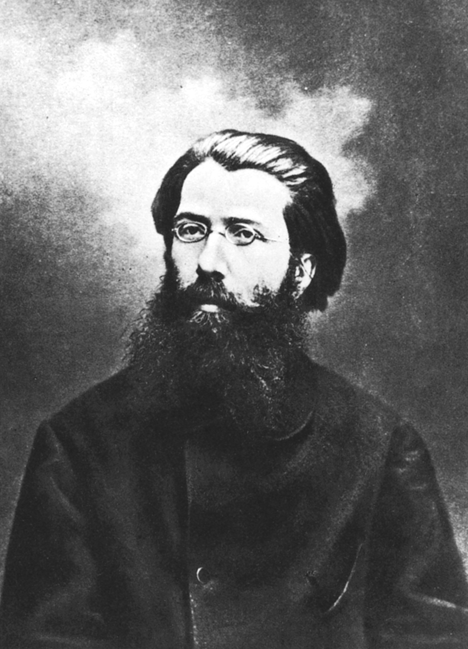
卡洛·卡费埃罗

卡洛·卡费埃罗（義大利語：Carlo Cafiero；1846年9月1日—1892年7月17日）是一位意大利无政府主义者，他是米哈伊尔·亚历山德罗维奇·巴枯宁的支持者，也是第一国际时期的無政府共產主義和暴动无政府主义的主要支持者之一。
卡费埃罗曾写过一部《资本论》总结。卡尔·马克思本人在认为其他总结都偏离了自己的思想的同时却肯定了卡费埃罗的总结。但马克思也曾表示，卡费埃罗对《资本论》的总结没有适当强调“无产阶级解放所必需的物质条件是随着资本主义剥削的发展而自发产生的”。他鼓励卡费埃罗重审自己的总结，希望他能更好地解释《资本论》的这一方面。